# Montañas Costeras
Las montañas Costeras (en inglés: Coast Mountains'), cadena Costera, constituyen la rama más occidental de la Cadena costera del Pacífico, extendiéndose hacia el norte desde la costa suroeste del continente norteamericano y cubriendo la mayor parte de la zona costera de la Columbia Británica y una porción del sureste de Alaska. Se les llama así debido a su proximidad con el litoral, y a menudo se les llama Coast Range. Incluye montañas volcánicas y no volcánicas y los enormes campos de hielo de las cordilleras del Pacífico y Limítrofes, y el extremo norte del destacado sistema volcánico conocido como los volcanes de la Cascada. 

## Descripción
Están incluidas dentro de un sistema montañoso más grande conocido como la Cadena costera del Pacífico, que también engloba los montes de Alaska, los montes Chugach, las montañas San Elías, la cordillera de las Cascadas, la Sierra Nevada y la sierra Madre Occidental en México.
Las Montañas Costeras tienen una longitud de aproximadamente 1600 km y una media de 300 km de ancho. Sus límites meridionales y sudeste están rodeados por el río Fraser y la Meseta Interior mientras la frontera del extremo noroeste está delimitado por los ríos Kelsall y Tatshenshini en el extremo norte del Panhandle de Alaska, más allá de los cuales están los montes San Elías, y por paso Champagne en el territorio del Yukón. Cubiertos por un denso bosque templado húmedo en sus extremos occidentales, la cordillera se alza hasta unos picos cubiertos de glaciares, incluyendo los más grandes neveros de latitudes templadas en el mundo. Luego se estrecha hacia la árida Meseta Interior en sus flancos orientales, o en el bosque boreal subártico de los montes Skeena y la meseta Stikine.
Las montañas Costeras son parte del cinturón de Fuego del Pacífico, el anillo de volcanes y montañas asociadas alrededor del océano Pacífico. Contiene algunas de las montañas más altas de la Columbia Británica: el monte Waddington, al noreste de la cabeza de la cala Knight con una altura de 4019 m, es la montaña más alta de las montañas Costeras y la más alta que queda por completo en la Columbia Británica.

## Principales picos
- Monte Waddington, 4019 m
- Pico Noroeste del monte Waddington, 3975 m
- Monte Tiedemann, 3838 m
- Montaña Combatant, 3762 m
- Montaña Asperity, 3723 m
- Picos Serra, 3631 m
- Montaña Monarch, 3555 m
- Monte Munday, 3356 m
- Monte Queen Bess, 3298 m
- Montaña Good Hope, 3242 m